# Brooklyn
Brooklyn [brúklin] je z 2,5 milijona prebivalcev najštevilčnejše mestno okrožje New Yorka, kot samostojno mesto bi bil na četrtem mestu po velikosti v ZDA.
Brooklyn je na najbolj zahodnem koncu otoka Long Island in na vzhodu meji na Queens.